# Collégiale Notre-Dame-de-l'Assomption de Longpré-les-Corps-Saints
La collégiale Notre-Dame-de-l'Assomption de Longpré-les-Corps-Saints est une ancienne collégiale située dans le centre du bourg de Longpré-les-Corps-Saints, dans le département de la Somme, entre Abbeville et Amiens, dans la vallée de la Somme.

## Historique
L'histoire de la collégiale est liée aux croisades en particulier la quatrième qui devait conduire les croisés prendre Constantinople. Le 4 août 1205, Vibert, chapelain d’Aléaume de Fontaines, de retour de croisade arrive à Longpré porteur de précieuses reliques qui donnèrent le qualificatif de « Corps-Saints » au bourg de Longpré. Une collégiale est fondée pour y conserver les reliques : douze chanoines et cinq chapelains auxquels s'ajoutèrent les deux curés de Longpré et de Wanel. Les papes Innocent III et Grégoire IX accordèrent leur protection à la collégiale qui devint dès lors un important lieu de pèlerinage.
La collégiale subit d'importants dégâts au cours de la guerre de Cent Ans, en 1437, le pape Eugène IV accorda des indulgences aux fidèles qui feraient des aumônes pour la réparation du monument. En 1505, l'évêque d'Amiens consacra la collégiale restaurée. Mais peu à peu le rayonnement de la collégiale décline et à la Révolution française, le chapitre canonial est supprimé.
L'église actuelle, édifiée de cette crypte, est la troisième depuis celle du XIIe siècle. Elle remplace celle du XVIIe incendiée en mai 1940.
Le portail et le clocher sont protégés au titre des monuments historiques : classement par arrêté du 20 juillet 1908. Au début de la Seconde Guerre mondiale, pendant la bataille de France de 1940, le bourg de Longpré fut détruit à 90 %, la flèche de l'église fut détruite.

## Description

### Portail
Le portail de l'église est de style gothique, classé monument historique en 1908, il a gardé une partie de son décor sculpté mais aujourd'hui est très abimé.

### Crypte romane
Édifiée en 1190, elle conserve la pierre tombale d'Aléaume de Fontaine, seigneur de Longpré, fondateur de la collégiale. Un certain nombre de reliques y sont conservées ainsi qu'une mise au tombeau du XVIe siècle, et des sépultures de seigneurs de Longpré.

### Trésor
La collégiale conserve un certain nombre d'objets protégés en tant que monuments historiques, au titre d'objets :
- le reliquaire des quatre docteurs de l'Église, en argent doré, daté du XIIIe siècle [6] ;
- le reliquaire de saint Vincent et de saint Théodore en argent ciselé, daté du XVIe siècle[7] ;
- la statuette-reliquaire : Saint Christophe en bois recouvert d'argent, daté du premier quart du XVIe siècle[8] ;
- le reliquaire phylactère : Création de l'homme et de la femme, Tentation du Christ dans le désert, quatrième quart du XIIe siècle-XIIIe siècle[9] ;
- un triptyque en bois peint[10]; tous ces objets sont classés monuments historiques.